# Aleksander Grzybowski
Aleksander Grzybowski (ur. 7 kwietnia 1879 w Kołomaniu, zm. 31 lipca 1940) – syn małorolnego chłopa Ignacego i Zuzanny z Kaniów, członek Organizacji Bojowej PPS na Kielecczyźnie, wraz z ojcem, stryjem Janem oraz braćmi Janem i Józefem szczególnie aktywny w I dekadze XX wieku, uczestnik kilku akcji zbrojnych, za udział w których po schwytaniu i aresztowaniu odbywał kary rot aresztanckich, więzienia i ciężkich robót.
Aleksander działał OB PPS jeszcze przed rewolucją 1905 roku, między innymi w grudniu 1905 brał udział w napadach na urząd gminny w Samsonowie, na nadleśnictwo w Bartkowie, a także na urzędy gminne i sklepy monopolowe w gminach Snochowice, Łopuszno, Smyków oraz Promnik. Aresztowany w styczniu 1906 i osądzony w warszawskiej Cytadeli, otrzymał wyroki łącznie 36 miesięcy rot aresztanckich. Zwolniony na początku, w czerwcu tego roku wziął udział w napadzie na oficerów żandarmerii rosyjskiej, podczas którego zginęło czterech strażników. Aresztowany dwa dni po akcji, trafił do aresztu, najpierw do więzienia w Kielcach, potem do Chęcin i ponownie do Kielc, pozostając aż do końca 1911 formalnie w areszcie. Po głodówce, którą przeprowadził wraz z innymi członkami OB PPS, śledztwo w jego sprawie przyspieszyło, i w grudniu 1911 otrzymał wyrok 10 lat ciężkich robót. Więziony w Arsenale Królewskim w Warszawie, potem w więzieniu mokotowskim, następnie (w sierpniu 1914) do Niżnego Nowogrodu, a na koniec do Butyrek w Moskwie. Stamtąd wyszedł po tym, jak wskutek rewolucji lutowej 1917 roku otwarte zostały bramy tego więzienia. Do Polski trafił w 1918 roku, zmarł w 1940.

## Źródła
- Antoni Artymiak: Polski Słownik Biograficzny. T. 9: Gross Adolf - Horoch Kalikst. Wrocław-Kraków-Warszawa: Ossolineum - Polska Akademia Nauk, 1960-1961, s. 101.